# Leonardo López Linares
Leonardo López Linares (Buenos Aires, ...) è un baritono argentino.
È finalista in concorsi quali “Operalia” a Tokyo, “Francesco Vinas” a Barcellona e “Neue Stimmen” della Fondazione Bertelsmann a Gütersloh. 
Nel 1995 vince il V Concorso “Luciano Pavarotti”; a Filadelfia, a fianco del famoso tenore nello spettacolo “Opera Extravaganza”, interpreta Marcello nella Bohème diretta da Marco Armiliato.
In occasione della riapertura del Teatro Avenida di Buenos Aires partecipa come protagonista a La Verbena de la Paloma di Tomas Breton sotto la direzione di Miguel Roa (ruolo successivamente ripreso in Spagna al Teatro de la Zarzuela di Madrid) e alla produzione Luisa Fernanda di Moreno Torroba. 
Debutta nel ruolo di Scarpia al Teatro Colón di Buenos Aires in Tosca di Puccini.
Canta nel Don Carlo di Verdi, Aida, I Pagliacci e Nabucco al Teatro Argentino di la Plata ; La Bohème di Puccini in Cile; Rigoletto di Verdi a Buenos Aires e Bogotà; Il Trovatore di Verdi al Teatro Solís di Montevideo; Carmen di Bizet a Bogotà; Fidelio di Beethoven, Tosca di Puccini, Nabucco, La Forza del Destino e I Masnadieri di Verdi in Argentina. Canta due concerti alla Carnegie Hall di New York accompagnato dalla “New England Symphonie Orchestra” diretta da F. Di Mauro. 
In Italia debutta nel Nabucco di Verdi alternandosi a Giorgio Zancanaro insieme a Ronaldo Giaiotti e Renato Francesconi. Dopo canta nella Bohème di Puccini al Teatro Regio di Parma, diretta da Bruno Bartoletti. Interpreta Nabucco e La Traviata di Verdi e Carmen di Bizet al Politeama di Lecce e ancora il Nabucco al Teatro Cilea di Reggio Calabria, La Traviata al Teatro Massimo di Palermo e La Battaglia di Legnano di Verdi al Teatro Verdi di Trieste. Debutta al Teatro Filarmonico di Verona come protagonista del Falstaff di Giuseppe Verdi.
All'Arena di Verona debutta nel 2010 come Ping in Turandot e Sharpless in Madama Butterfly di Puccini, mentre nel 2011 interpreta il ruolo di Nabucco e Amonasro.
Ritorna nel 2012 per il 90º Festival dell'Arena di Verona interpretando Amonasro nell'Aida.
Nel 2013 debutta nel Teatro Perez Galdos di Las Palmas come Renato in Un ballo in maschera e al Teatro Aurora di Malta come protagonista di Falstaff.